# Pristimantis relictus
Pristimantis relictus — вид жаб родини Strabomantidae. Описаний у 2022 році.

## Поширення
Вид поширений у висотних болотах у штаті Сеара на північному сході Бразилії.